# Печено пиле с картофи
Печено пиле с картофи е традиционно ястие от световната и българска национална кухня, приготвено от младо пиле, изпечено във фурна или пещ, заедно с обелени и нарязани картофи, мазнина (краве масло, олио, зехтин и др.) и подправки.
При печенето към ястието може да се добавят различни подправки, като розмарин, черен пипер, червен пипер, сол и др., да се добави бира (добавя характерен аромат) или бульон.
Едно от най-популярните и обичани ястия в България.